# La poupée de Nuremberg
La poupée de Nuremberg (deutsch: Die Nürnberger Puppe) ist eine Opéra-comique in einem Akt des Komponisten Adolphe Adam. Das Libretto stammt von Adolphe de Leuven und Arthur de Beauplan und wurde von Ernst Pasqué erstmals ins Deutsche übersetzt. Seine Uraufführung erlebte dieses Theaterstück am 21. Februar 1852 an der Opéra-Comique in Paris; in Deutschland war es erstmals am 26. November desselben Jahres in Berlin zu sehen.

## Handlung
Der Spielwarenhändler Cornelius hat eine menschenähnliche Puppe konstruiert und lebt jetzt im Wahn, diese zum Leben erwecken zu können. Gleich einem Golem soll sie von den Elementen der Natur – beeinflusst durch die Stellung der Gestirne – bald zum Leben erweckt werden. Cornelius hat in seiner Verwirrung beschlossen, sobald dieses Geschöpf am Leben ist, es seinem Sohn Benjamin zur Frau zu geben.
Um seinen Vater abzulenken, geht Benjamin mit ihm abends aus. Während dieser Zeit trifft sich im Spielwarenladen sein Neffe Heinrich heimlich mit seiner Geliebten Berta. Als Cornelius und Benjamin etwas früher als geplant nach Hause kommen, versteckt sich Berta in der Werkstatt von Cornelius. Sie zieht die Kleider der Puppe an und als Cornelius sein Geschöpf aus der Werkstatt holt, wird es plötzlich lebendig. Sie benimmt sich aber so wild und ungestüm, dass Cornelius sie nur unter Mühen wieder ausschalten kann.
Sie wird in die Werkstatt zurückgebracht, und in aller Heimlichkeit tauscht Berta erneut die Kleider. Inzwischen ist Cornelius zur Einsicht gekommen, dass seine Puppe nur Schaden anrichten könne und zerstört sie. Cornelius besinnt sich, dass sein Neffe ihn schon vor geraumer Zeit vor derartigen Maschinen gewarnt hatte und erlaubt ihm zum Dank endlich seine Berta heiraten zu dürfen.

## Diskografie (Auswahl)
- Die Nürnberger Puppe (in deutscher Sprache): Mitwirkende: Sanders Schier (Cornelius), Jakob Rees (Benjamin), Amon Lembach (Heinrich), Erika Köth (Berta), Chor und Orchester des Frankfurter Rundfunks (Südwestfunk-Orchester), Kurt Schröder (Dirigent), Rundfunkübertragung vom 2. März 1962. (Line Music 2018)
- Die Nürnberger Puppe (in deutscher Sprache): Mitwirkende: Walter Berry (Cornelius), Friedrich Berger (Benjamin), Franz Fuchs (Heinrich), Elisabeth Roon (Berta), Das Große Wiener Rundfunkorchester, Kurt Tenner (Dirigent), Wien 1951, (Walhall Eternity Series 2008)